# Порт-Редінг (Нью-Джерсі)
Порт-Редінг (англ. Port Reading) — переписна місцевість (CDP) в США, в окрузі Міддлсекс штату Нью-Джерсі. Населення — 3921 особа (2020).

## Географія
Порт-Редінг розташований за координатами 40°33′42″ пн. ш. 74°14′38″ зх. д. / 40.56167° пн. ш. 74.24389° зх. д. (40.561643, -74.244018).  За даними Бюро перепису населення США в 2010 році переписна місцевість мала площу 7,51 км², з яких 5,81 км² — суходіл та 1,70 км² — водойми.

## Демографія
Згідно з переписом 2010 року, у переписній місцевості мешкало 3728 осіб у 1283 домогосподарствах у складі 998 родин. Густота населення становила 497 осіб/км².  Було 1342 помешкання (179/км²).
Расовий склад населення:
| - 79,7 % — білих - 7,2 % — чорних або афроамериканців - 5,0 % — азіатів - 0,2 % — корінних американців - 5,5 % — осіб інших рас |

До двох чи більше рас належало 2,3 %. Частка іспаномовних становила 17,8 % від усіх жителів.
За віковим діапазоном населення розподілялося таким чином: 22,5 % — особи молодші 18 років, 60,9 % — особи у віці 18—64 років, 16,6 % — особи у віці 65 років та старші. Медіана віку мешканця становила 41,2 року. На 100 осіб жіночої статі у переписній місцевості припадало 96,2 чоловіків;  на 100 жінок у віці від 18 років та старших — 91,1 чоловіків також старших 18 років.
Середній дохід на одне домашнє господарство  становив 87 080 доларів США (медіана — 80 911), а середній дохід на одну сім'ю — 90 847 доларів (медіана — 82 031). Медіана доходів становила 72 292 долари для чоловіків та 51 146 доларів для жінок. За межею бідності перебувало 6,7 % осіб, у тому числі 10,1 % дітей у віці до 18 років та 8,0 % осіб у віці 65 років та старших.
Цивільне працевлаштоване населення становило 1636 осіб. Основні галузі зайнятості: освіта, охорона здоров'я та соціальна допомога — 28,2 %, транспорт — 12,7 %, роздрібна торгівля — 12,7 %.